# Cộng hưởng quỹ đạo

Cộng hưởng Laplace của ba vật thể được thể hiện bởi ba trong số các mặt trăng Galilean của Sao Mộc. Các liên kết được đánh dấu bằng những thay đổi màu sắc ngắn gọn. Có hai liên từ Io-Europa (xanh lục) và ba liên từ Io-Ganymede (xám) cho mỗi liên kết Europa-Ganymede (đỏ tươi).

Trong cơ học thiên thể, hiện tượng cộng hưởng quỹ đạo xảy ra khi các thiên thể có quỹ đạo gây ra một ảnh hưởng tương tác hấp dẫn đều đặn theo chu kỳ lên lẫn nhau, thường là bởi vì Chu kỳ quỹ đạo của chúng có mối liên hệ theo tỉ lệ các số nguyên nhỏ. Phổ biến nhất thì mối quan hệ này được phát hiện giữa một cặp thiên thể. Nguyên lý vật lý đằng sau cộng hưởng quỹ đạo thì tương tự về mặt khái niệm với việc đẩy một đứa trẻ trên một cái xích đu, trong đó quỹ đạo và cái xích đu đều có một tần số tự nhiên, và thiên thể còn lại sẽ thực hiện việc "đẩy" một cách lặp đi lặp lại theo chu kỳ để tác động lũy tích lên chuyển động. Cộng hưởng quỹ đạo làm gia tăng một cách to lớn ảnh hưởng hấp dẫn lẫn nhau của các thiên thể, tức là khả năng làm thay đổi hoặc chế ngự quỹ đạo của nhau. Trong hầu hết các trường hợp, điều này dẫn tới một tương tác ổn định, trong đó các thiên thể trao đổi động lượng và thay đổi quỹ đạo cho tới khi hiện tượng cộng hưởng không còn tồn tại nữa. Trong một số trường hệ, một hệ cộng hưởng có thể ổn định và tự chỉnh sửa để mà các thiên thể có thể duy trì trạng thái cộng hưởng. Một ví dụ là cộng hưởng 1:2:4 của các vệ tinh của Sao Mộc là Ganymede, Europa và Io, và cộng hưởng 2:3 giữa Sao Diêm Vương và Sao Hải Vương.